# Karel Senecký
Karel Senecký (Prága, 1919. március 17. – Prága,  1979. április 28.) csehszlovák válogatott cseh labdarúgó, csatár, edző.

## Pályafutása

### Klubcsapatban
1937 és 1954 között a Sparta Praha labdarúgója volt. Hét bajnoki címet (1937–38, 1938–39, 1943–44, 1945–46, 1947–48, 1952, 1954) és három csehszlovák kupa-győzelmet (1943, 1944, 1946) ért el a csapattal. 1954 után az SK Nusle csapatában játszott.

### A válogatottban
1937 és 1948 között 21 alkalommal szerepelt a csehszlovák válogatottban és öt gólt szerzett. Tagja volt az 1938-as franciaországi világbajnokságon részt vevő csapatnak.

### Edzőként
1958–59-ben korábbi csapata, a Sparta vezetőedzője volt Vlastimil Preis-szel és Jiří Šimonekkel közösen.

## Sikerei, díjai
Sparta Praha
- Csehszlovák bajnokság[3]
  - bajnok: 1937–38, 1938–39, 1943–44, 1945–46, 1947–48, 1952, 1954
- Csehszlovák kupa[3]
  - győztes: 1943, 1944, 1946